# Герб Козельця
Герб Козельця — срібний козел із золотими рогами та ратицями і золотою кулею з хрестом на спині. За задумом авторів герба козел символізував назву міста, тому є промовистим. Адже за однією з легенд (якої і сьогодні дотримується більшість дослідників-топонімістів) назва «Козелець» походить від давньоруського слова «Козелес» — тобто «Козячий ліс» (місце, де багато диких кіз).
Куля з хрестом символізують державу, адже Козелець на час надання герба, був сотенним містом Київського полку, а в 1669–1782 роках став його адміністративним центром.

## Історичні герби Козельця
Герб Козельця відомий ще з міських печаток 1656 року. Привілеєм короля Яна Казимира 1663 року також фіксувалися герб і прапор міста.
Герб періоду Російської імперії — формально перезатверджений 4 червня 1782 р. Уніфікований в 1857. Існував до 1917. Такий герб місто отримало ще за польського володарювання, російська влада лише підтвердили вже існуючий герб. В червоному полі срібний цап, а на ньому — золота держава з хрестом. Як бачимо, сучасний герб дещо відрізняється від нього. Зокрема козел на гербі російського періоду не має золотих ратиць та рогів.
Крім того, існує також проєкт Б. Кене — розроблений 18 травня 1865. У червоному щиті срібний цап з чорними очима, язиком, рогами і копитами, що несе на спині золоту державу. У вільній частині герб Чернігівської губернії. Щит увінчаний срібною міською короною з трьома вежками та обрамований двома золотими колосками, оповитими Олександрівською стрічкою.
Проте за іншою легендою, назва «Козелець» походить від слова «козельці» — лугові квіти, що квітнуть ранньої весни. Ці маленькі жовтенькі квіти і понині ваблять до себе медоцвітом бджіл на лугах біля річки Остер.
Можливо саме тому на гербі радянського періоду у п'ятикутному лазуровому щиті — червоний щиток, у якому золота квітка козельця. Над квіткою — золоті серп і молот, над щитком — золота назва міста українською мовою.
Герб Козельця радянського періоду — затверджений 6 лютого 1984 р. рішенням N16 виконавчого комітету міської ради.

## Галерея

Герб Козельця 1663-1782 (реконструкція)
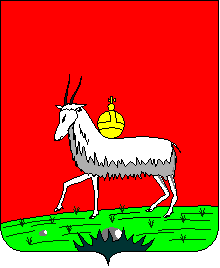
Герб російського періоду 1782-1918
Герб Козельця (проєкт Б. Кене) 1865
Герб Козельця радянського періоду 1984-